# Psammotis haematidea
Psammotis haematidea là một loài bướm đêm trong họ Crambidae.